# Lutte aux Jeux olympiques d'été de 2024
Navigation
Tokyo 2020 Los Angeles 2028
Les épreuves de lutte aux Jeux olympiques d'été de 2024 se déroulent du 27 juillet au 3 août 2024 à l'Arena Champ-de-Mars à Paris, en France. Il s'agit de la 29e apparition de la lutte aux Jeux olympiques modernes.

## Préparation de l'évènement

### Désignation du pays hôte
La commission exécutive du Comité international olympique a sélectionné en décembre 2016 deux villes candidates officielles parmi une liste de cinq villes postulant à la candidature. Les deux villes retenues (Los Angeles et Paris) ont alors entamé la deuxième phase de la procédure.
À l'issue de celle-ci, le 13 septembre 2017 à Lima, au Pérou, après avoir étudié les dossiers de chaque ville, le jury décide, en raison de la qualité des deux candidatures, de désigner Paris comme ville hôte des Jeux olympiques de 2024 et Los Angeles pour ceux de 2028.

### Lieu des compétitions
Le Grand Palais éphémère, nommé Arena Champ-de-Mars à l'occasion des Jeux, est une structure provisoire de 10 000 m2 construite pour accueillir des expositions et des événements culturels pendant la rénovation du Grand Palais. Conçue par l'architecte Jean-Michel Wilmotte, cette construction en bois, érigée sur le Champ de Mars face à la tour Eiffel et à l'École militaire, reprend les courbes harmonieuses du Grand Palais. Elle utilise des matériaux durables, alignés avec les exigences environnementales des Jeux de Paris 2024, et est inaugurée le 12 juin 2021. Après les Jeux, la structure sera démontée sans laisser de trace sur le site et pourra être réutilisée ailleurs dans une autre configuration à déterminer.
Outre les épreuves de lutte, il accueille également celles de judo et, lors des Jeux paralympiques, les épreuves de judo et de rugby-fauteuil.
| Paris                                    | \| Arena Champ-de-Mars \| |
| Arena Champ-de-Mars                      | \| Arena Champ-de-Mars \| |
| Capacité: 9 000                          | \| Arena Champ-de-Mars \| |
| Vue extérieure du Grand Palais Éphémère. | \| Arena Champ-de-Mars \| |
| Arena Champ-de-Mars                      |                           |

### Calendrier
| Épreuve ↓ / Date →           | Épreuve ↓ / Date →           | Épreuve ↓ / Date → | Lu 5 | Lu 5 | Lu 5 | Lu 5 | Ma 6 | Ma 6 | Ma 6 | Ma 6 | Me 7 | Me 7 | Me 7 | Me 7 | Je 8 | Je 8 | Je 8 | Je 8 | Ve 9 | Ve 9 | Ve 9 | Ve 9 | Sa 10 | Sa 10 | Sa 10 | Sa 10 | Di 11 | Di 11 | Di 11 | Di 11 |
| Épreuve ↓ / Date →           | Épreuve ↓ / Date →           | Épreuve ↓ / Date → | A    | A    | S    | S    | A    | A    | S    | S    | A    | A    | S    | S    | A    | A    | S    | S    | A    | A    | S    | S    | A     | A     | S     | S     | A     | A     | S     | S     |
| ---------------------------- | ---------------------------- | ------------------ | ---- | ---- | ---- | ---- | ---- | ---- | ---- | ---- | ---- | ---- | ---- | ---- | ---- | ---- | ---- | ---- | ---- | ---- | ---- | ---- | ----- | ----- | ----- | ----- | ----- | ----- | ----- | ----- |
| Lutte libre                  | Hommes                       | Moins de 57 kg     |      |      |      |      |      |      |      |      |      |      |      |      | ⅛    | ¼    | ½    | ½    | R    | R    | F    | F    |       |       |       |       |       |       |       |       |
| Lutte libre                  | Hommes                       | Moins de 65 kg     |      |      |      |      |      |      |      |      |      |      |      |      |      |      |      |      |      |      |      |      | ⅛     | ¼     | ½     | ½     | R     | F     |       |       |
| Lutte libre                  | Hommes                       | Moins de 74 kg     |      |      |      |      |      |      |      |      |      |      |      |      |      |      |      |      | ⅛    | ¼    | ½    | ½    | R     | R     | F     | F     |       |       |       |       |
| Lutte libre                  | Hommes                       | Moins de 86 kg     |      |      |      |      |      |      |      |      |      |      |      |      | ⅛    | ¼    | ½    | ½    | R    | R    | F    | F    |       |       |       |       |       |       |       |       |
| Lutte libre                  | Hommes                       | Moins de 97 kg     |      |      |      |      |      |      |      |      |      |      |      |      |      |      |      |      |      |      |      |      | ⅛     | ¼     | ½     | ½     | R     | F     |       |       |
| Lutte libre                  | Hommes                       | Moins de 125 kg    |      |      |      |      |      |      |      |      |      |      |      |      |      |      |      |      | ⅛    | ¼    | ½    | ½    | R     | R     | F     | F     |       |       |       |       |
| Lutte libre                  | Femmes                       | Moins de 50 kg     |      |      |      |      | ⅛    | ¼    | ½    | ½    | R    | R    | F    | F    |      |      |      |      |      |      |      |      |       |       |       |       |       |       |       |       |
| Lutte libre                  | Femmes                       | Moins de 53 kg     |      |      |      |      |      |      |      |      | ⅛    | ¼    | ½    | ½    | R    | R    | F    | F    |      |      |      |      |       |       |       |       |       |       |       |       |
| Lutte libre                  | Femmes                       | Moins de 57 kg     |      |      |      |      |      |      |      |      |      |      |      |      | ⅛    | ¼    | ½    | ½    | R    | R    | F    | F    |       |       |       |       |       |       |       |       |
| Lutte libre                  | Femmes                       | Moins de 62 kg     |      |      |      |      |      |      |      |      |      |      |      |      |      |      |      |      | ⅛    | ¼    | ½    | ½    | R     | R     | F     | F     |       |       |       |       |
| Lutte libre                  | Femmes                       | Moins de 68 kg     | ⅛    | ¼    | ½    | ½    | R    | R    | F    | F    |      |      |      |      |      |      |      |      |      |      |      |      |       |       |       |       |       |       |       |       |
| Lutte libre                  | Femmes                       | Moins de 76 kg     |      |      |      |      |      |      |      |      |      |      |      |      |      |      |      |      |      |      |      |      | ⅛     | ¼     | ½     | ½     | R     | F     |       |       |
| Lutte gréco-romaine (hommes) | Lutte gréco-romaine (hommes) | Moins de 60 kg     | ⅛    | ¼    | ½    | ½    | R    | R    | F    | F    |      |      |      |      |      |      |      |      |      |      |      |      |       |       |       |       |       |       |       |       |
| Lutte gréco-romaine (hommes) | Lutte gréco-romaine (hommes) | Moins de 67 kg     |      |      |      |      |      |      |      |      | ⅛    | ¼    | ½    | ½    | R    | R    | F    | F    |      |      |      |      |       |       |       |       |       |       |       |       |
| Lutte gréco-romaine (hommes) | Lutte gréco-romaine (hommes) | Moins de 77 kg     |      |      |      |      | ⅛    | ¼    | ½    | ½    | R    | R    | F    | F    |      |      |      |      |      |      |      |      |       |       |       |       |       |       |       |       |
| Lutte gréco-romaine (hommes) | Lutte gréco-romaine (hommes) | Moins de 87 kg     |      |      |      |      |      |      |      |      | ⅛    | ¼    | ½    | ½    | R    | R    | F    | F    |      |      |      |      |       |       |       |       |       |       |       |       |
| Lutte gréco-romaine (hommes) | Lutte gréco-romaine (hommes) | Moins de 97 kg     |      |      |      |      | ⅛    | ¼    | ½    | ½    | R    | R    | F    | F    |      |      |      |      |      |      |      |      |       |       |       |       |       |       |       |       |
| Lutte gréco-romaine (hommes) | Lutte gréco-romaine (hommes) | Moins de 130 kg    | ⅛    | ¼    | ½    | ½    | R    | R    | F    | F    |      |      |      |      |      |      |      |      |      |      |      |      |       |       |       |       |       |       |       |       |

| - ⅛ : huitièmes de finale - ¼ : quarts de finale - ½ : demi-finales - R : repêchages - F : finales - A : Session de mi-journée, à partir de 11h - S : Session en soirée, à partir de 18h15 |

## Participation

### Critères de qualification
Dans la lignée des Jeux précédents, l'édition de Paris 2024 propose 288 places de quota pour la lutte, réparties sur trois phases de compétition. Chaque comité national olympique peut uniquement envoyer un lutteur par catégorie de poids. Aucune place n'est réservée au pays hôte dans ce sport.
La période de qualification débute lors des Championnats du monde 2023 organisés du  16 au 24 septembre 2023 à Belgrade, en Serbie. À cette occasion, cinq places de quota pour chacune des dix-huit catégories de poids seront attribuées aux quatre médaillés (or, argent et deux bronze) ainsi qu'au champion issu d'un match entre deux perdants des matchs pour la médaille de bronze. Pour amorcer la saison 2024, quatre tournois de qualification continentaux (Asie, Europe, Amériques et Afrique & Océanie conjointement) distribueront un total de 144 places aux deux finalistes de chaque continent dans dix-huit catégories de poids. Enfin, le reste du quota total sera déterminé lors du tournoi de qualification mondial, offrant trois places de quota par catégorie de poids aux deux lutteurs les mieux classés ainsi qu'au champion issu d'un match entre deux médaillés de bronze.

### Participants
- Afrique du Sud (1)
- Albanie (3)
- Algérie (8)
- Allemagne (5)
- Arménie (5)
- Athlètes individuels neutres (27)
- Australie (2)
- Azerbaïdjan (12)
- Bahreïn (1)
- Brésil (1)
- Bulgarie (5)
- Canada (6)
- Chili (2)
- Chine (11)
- Colombie (4)
- Corée du Nord (5)
- Corée du Sud (2)
- Cuba (10)
- Égypte (11)
- Équateur (4)
- Équipe olympique des réfugiés (2)
- États-Unis (15)
- Finlande (2)
- France (2)
- Géorgie (6)
- Grèce (2)
- Guam (2)
- Guinée-Bissau (2)
- Honduras (1)
- Hongrie (5)
- Inde (6)
- Iran (11)
- Italie (1)
- Japon (13)
- Kazakhstan (7)
- Kirghizistan (10)
- Lituanie (1)
- Maroc (1)
- Mexique (2)
- Moldavie (5)
- Mongolie (8)
- Nigeria (6)
- Norvège (1)
- Nouvelle-Zélande (1)
- Ouzbékistan (7)
- Pologne (4)
- Porto Rico (4)
- République dominicaine (1)
- Roumanie (4)
- Saint-Marin (1)
- Samoa (1)
- Serbie (5)
- Slovaquie (1)
- Suède (1)
- Tadjikistan (1)
- Tchéquie (1)
- Tunisie (4)
- Turquie (11)
- Ukraine (4)
- Venezuela (4)

## Compétition

### Format
Les épreuves de lutte sont divisées en plusieurs catégories de poids pour les hommes et les femmes. En lutte gréco-romaine, il y a six catégories de poids pour les hommes. En lutte libre, il y a également six catégories de poids pour les hommes et six pour les femmes.
La compétition commence par un tournoi à élimination directe. Dans chaque catégorie de poids, les lutteurs sont appariés dans un tableau et s'affrontent en duels. Les vainqueurs de chaque duel avancent au tour suivant jusqu'à la finale. Les lutteurs qui perdent contre les finalistes au cours du tournoi sont repêchés. Les repêchages offrent une deuxième chance de concourir pour une médaille de bronze. Les lutteurs issus des repêchages affrontent ceux qui ont perdu en demi-finales pour déterminer les deux médaillés de bronze. Les finales opposent les vainqueurs des demi-finales, qui se disputent la médaille d'or. Les perdants des demi-finales, quant à eux, affrontent les vainqueurs des repêchages pour les médailles de bronze.

### Résultats

#### Lutte libre
| Épreuve         | Or                      | Argent                      | Bronze                                              |
| --------------- | ----------------------- | --------------------------- | --------------------------------------------------- |
| Hommes          |                         |                             |                                                     |
| Moins de 57 kg  | Rei Higuchi (JPN)       | Spencer Lee (USA)           | Aman Sehrawat (IND) Gulomjon Abdullaev (UZB)        |
| Moins de 65 kg  | Kotaro Kiyooka (JPN)    | Rahman Amouzad (IRI)        | Sebastian Rivera (PUR) Islam Dudaev (ALB)           |
| Moins de 74 kg  | Razambek Zhamalov (UZB) | Daichi Takatani (JPN)       | Kyle Dake (USA) Chermen Valiev (ALB)                |
| Moins de 86 kg  | Magomed Ramazanov (BUL) | Hassan Yazdani (IRI)        | Aaron Brooks (USA) Dauren Kurugliev (GRE)           |
| Moins de 97 kg  | Akhmed Tazhudinov (BRN) | Givi Matcharashvili (GEO)   | Magomedkhan Magomedov (AZE) Amir Ali Azarpira (IRI) |
| Moins de 125 kg | Geno Petriashvili (GEO) | Amir Hossein Zare (IRI)     | Taha Akgül (TUR) Giorgi Meshvildishvili (AZE)       |
| Femmes          |                         |                             |                                                     |
| Moins de 50 kg  | Sarah Hildebrandt (USA) | Yusneylys Guzmán (CUB)      | Yui Susaki (JPN) Feng Ziqi (CHN)                    |
| Moins de 53 kg  | Akari Fujinami (JPN)    | Lucía Yépez (ECU)           | Choe Hyo-gyong (PRK) Pang Qianyu (CHN)              |
| Moins de 57 kg  | Tsugumi Sakurai (JPN)   | Anastasia Nichita (MDA)     | Helen Maroulis (USA) Hong Kexin (CHN)               |
| Moins de 62 kg  | Sakura Motoki (JPN)     | Iryna Koliadenko (UKR)      | Aisuluu Tynybekova (KGZ) Grace Bullen (NOR)         |
| Moins de 68 kg  | Amit Elor (USA)         | Meerim Zhumanazarova (KGZ)  | Buse Tosun (TUR) Nonoka Ozaki (JPN)                 |
| Moins de 76 kg  | Yuka Kagami (JPN)       | Kennedy Alexis Blades (USA) | Milaimys Marín (CUB) Tatiana Rentería (COL)         |

#### Lutte gréco-romaine
| Épreuve         | Or                         | Argent                 | Bronze                                        |
| --------------- | -------------------------- | ---------------------- | --------------------------------------------- |
| Moins de 60 kg  | Kenichiro Fumita (JPN)     | Cao Liguo (CHN)        | Zholaman Sharshenbekov (KGZ) Ri Se-ung (PRK)  |
| Moins de 67 kg  | Saeid Esmaeili (IRI)       | Amantur Ismailov (KGZ) | Hasrat Djafarov (AZE) Luis Orta (CUB)         |
| Moins de 77 kg  | Nao Kusaka (JPN)           | Demeu Zhadrayev (KAZ)  | Malkhas Amoyan (ARM) Akzhol Makhmudov (KGZ)   |
| Moins de 87 kg  | Semen Novikov (BUL)        | Alireza Mohmadi (IRI)  | Zhan Beleniuk (UKR) Turpal Bisultanov (DEN)   |
| Moins de 97 kg  | Mohammad Hadi Saravi (IRI) | Artur Aleksanyan (ARM) | Gabriel Rosillo (CUB) Uzur Dzhuzupbekov (KGZ) |
| Moins de 130 kg | Mijaín López (CUB)         | Yasmani Acosta (CHI)   | Amin Mirzazadeh (IRI) Meng Lingzhe (CHN)      |

## Tableau des médailles
- Pays organisateur (France)

| Rang  | Nation        | Or | Argent | Bronze | Total |
| ----- | ------------- | -- | ------ | ------ | ----- |
| 1     | Japon         | 8  | 1      | 2      | 11    |
| 2     | Iran          | 2  | 4      | 2      | 8     |
| 3     | États-Unis    | 2  | 2      | 3      | 7     |
| 4     | Bulgarie      | 2  | 0      | 0      | 2     |
| 5     | Cuba          | 1  | 1      | 3      | 5     |
| 6     | Géorgie       | 1  | 1      | 0      | 2     |
| 7     | Ouzbékistan   | 1  | 0      | 1      | 2     |
| 8     | Bahreïn       | 1  | 0      | 0      | 1     |
| 9     | Kirghizistan  | 0  | 2      | 4      | 6     |
| 10    | Chine         | 0  | 1      | 4      | 5     |
| 11    | Arménie       | 0  | 1      | 1      | 2     |
| 11    | Ukraine       | 0  | 1      | 1      | 2     |
| 13    | Chili         | 0  | 1      | 0      | 1     |
| 13    | Kazakhstan    | 0  | 1      | 0      | 1     |
| 13    | Équateur      | 0  | 1      | 0      | 1     |
| 13    | Moldavie      | 0  | 1      | 0      | 1     |
| 17    | Azerbaïdjan   | 0  | 0      | 3      | 3     |
| 18    | Albanie       | 0  | 0      | 2      | 2     |
| 18    | Turquie       | 0  | 0      | 2      | 2     |
| 18    | Corée du Nord | 0  | 0      | 2      | 2     |
| 21    | Danemark      | 0  | 0      | 1      | 1     |
| 21    | Grèce         | 0  | 0      | 1      | 1     |
| 21    | Inde          | 0  | 0      | 1      | 1     |
| 21    | Porto Rico    | 0  | 0      | 1      | 1     |
| 21    | Norvège       | 0  | 0      | 1      | 1     |
| 21    | Colombie      | 0  | 0      | 1      | 1     |
| Total | Total         | 18 | 18     | 36     | 72    |